# Tigriagrion
Tigriagrion là một chi chuồn chuồn kim trong họ Coenagrionidae.

## Các loài
Tigriagrion omvat 1 soort:
- Tigriagrion aurantinigrum Calvert, 1909